# Tumor odontogênico epitelial calcificante
O tumor odontogênico epitelial calcificante (TOEC), também conhecido como tumor de Pindborg, é uma neoplasia odontogênica benigna rara, de origem epitelial. Foi descrito pela primeira vez pelo patologista dinamarquês Jens Pindborg em 1958.

## Sinais e sintomas
O TOEC pode ser encontrado de forma acidental, ou por apresentar o crescimento de uma massa lenta e assintomática. Ele pode ser dividido entre a forma intraóssea/central (que representa 94% dos casos), mais frequentemente associada a dentes inclusos ou a odontomas, e a forma extraóssea/periférica (que representa 6% dos casos). A forma extraóssea tipicamente se apresenta como uma massa firme, indolor e séssil na gengiva, que pode causar uma depressão óssea ou mesmo erodir o osso subjacente.

## Aspectos radiográficos e histológicos
Radiograficamente, o tumor normalmente se apresenta como uma lesão radiolúcida uni ou multilocular, com ou sem focos radiopacos. A presença de calcificações, que se tornam radiopacas à radiografia, depende do estágio do tumor: em estágio inicial, o TOEC possui um aspecto de bolhas de sabão, sendo radiolúcido, e à medida que o tumor progride, ele se torna mais radiopaco pelos focos de calcificação. Pode haver reabsorção das raízes dentárias.
Cerca de 60% dos casos intraósseos são associados a dentes não irrompidos ou odontomas.
Histologicamente, o TOEC possui um aspecto bastante distinto de outros tumores odontogênicos pela presença de proteínas amiloides, que na coloração de HE (hematoxilina-eosina) aparece de forma eosinofílica e quase hialina. São essas proteínas amiloides que tendem a se calcificar, e que em estágios mais avançados podem dar um aspecto de focos radiopacos na lesão. As células do tumor tendem a ser pleomórficas, de tamanho intermediário e com núcleo centralizado e proeminente, de bordas distintas e citoplasma abundante e eosinofílico. Em meio às ilhotas epiteliais, há uma matriz mixoide ou mucinosa com calcificações distróficas de aspecto concêntrico, e o tumor normalmente é encapsulado. Atipia celular e mitoses, quando presentes, são raras.
O TOEC, na última classificação das lesões odontogênicas da OMS de 2022, foi classificado em três subtipos:
- TOEC de células claras: caracterizado pela presença de células claras;
- TOEC cístico/microcístico: caracterizado pela degeneração cística;
- TOEC não-calcificante/rico em células de Langerhans: esse subtipo se assemelha ao fibroma odontogênico pela presença de células gigantes multinucleadas.

## Causas
Teoriza-se que o TOEC surge a partir de restos da lâmina dentária ou dos restos epiteliais de Malassez.
O TOEC está relacionado a algumas mutações genéticas conhecidas, nos seguintes genes: PTCH1, ABMN, PTEN, CDKN2A, JAK3, e MET.
A presença de proteínas amiloides que é característica desse tumor acontece por um pequeno trecho da proteína ODAM (proteína odontogênica associada a ameloblastos), no locus AODAM.

## Epidemiologia
O TOEC é raro e representa 1-2% de todas as neoplasias odontogênicas. Afeta adultos (93%) mais frequentemente do que crianças (7%). Possui predileção pela mandíbula, mas quando em maxila, tende a ser mais agressivo, podendo infiltrar a órbita ou base do crânio.

## Diagnóstico
O diagnóstico do TOEC requer exame anatomopatológico. Além de hematoxilina-eosina, colorações especiais como vermelho Congo (que cora os depósitos amiloides) e imuno-histoquímica podem auxiliar no diagnóstico da lesão.
Diagnóstico diferencial inclui:
- Mixoma odontogênico;
- Cisto odontogênico calcificante;
- Odontoma;
- Osteoblastoma;
- Lesões fibro-ósseas.

## Prognóstico e tratamento
Apesar de benigno, o TOEC é localmente agressivo e infiltrativo, e possui potencial de transformação maligna.
O tratamento consiste na ressecção do tumor com pelo menos 1 cm de margem negativa, independente do tamanho, pela alta taxa de recidiva: 15% dos pacientes tratados com enucleação e 30% dos tratados com curetagem tiveram recidiva do tumor. Quando afeta a maxila, o tratamento deve ser ainda mais radical, pela possibilidade de infiltração da órbita e base do crânio. Recomenda-se acompanhamento por pelo menos 5 anos para evitar a recidiva.
O TOEC possui risco de transformação maligna, o que pode ser observado pelos aspectos histológicos: a presença de necrose, alto índice de proliferação por Ki-67, e pleomorfismo nuclear são associados a maior risco de malignização, enquanto a presença de calcificações e depósitos amiloides indica maior grau de diferenciação e menor risco de recidiva e malignização. TOECs malignos podem apresentar também invasão vascular, metástases linfonodais e metástases à distância. A malignização do TOEC é raríssima, tendo sido relatados 7 casos na literatura.